# Milagro
| 전문가 평가          | 전문가 평가 |
| 평가 점수            | 평가 점수   |
| 출처                 | 점수        |
| -------------------- | ----------- |
| Allmusic             | [ 1 ]       |
| Entertainment Weekly | C−          |
| Rolling Stone        | [ 3 ]       |

《Milagro》는 1992년에 발매된 미국의 라틴 록 밴드 산타나의 열일곱 번째 스튜디오 음반이다.
스페인어로 "기적"을 뜻하는 《Milagro》는 마일스 데이비스와 빌 그레이엄의 삶을 위해 헌정되었으며 컬럼비아 레코드와 22년 동안 함께 한 산타나의 폴리도르 레코드 첫 번째 음반이었다. 이 음반은 빌보드 200에서 102위에 올랐다.

## 배경
2010년 기준으로, 이 밴드는 소니 뮤직 엔터테인먼트가 소유하고 있지 않은 유일한 스튜디오 음반으로, 컬럼비아 레코드의 모기업인 소니 뮤직 엔터테인먼트와 산타나의 현재 레이블인 아리스타 레코드의 모기업인 BMG의 합병으로 설립되었다. 이 음반은 1998년 폴리도르 레코드의 모기업인 폴리그램을 인수한 유니버설 뮤직 그룹이 소유하고 있다. 이 음반의 저조한 상업적 성과를 볼 때, 이것은 아마도 이 음반의 곡들이 2002년 경력 확장 컴필레이션인 《The Essential Santana》에 포함되지 않은 주된 이유일 것이다.

## 곡 목록
| #   | 제목                                     | 작사·작곡                         | 재생 시간 |
| --- | ---------------------------------------- | --------------------------------- | --------- |
| 1.  | 〈Introduction — Bill Graham (Milagro)〉 | M. 존슨, 밥 말리, 카를로스 산타나 | 7:34      |
| 2.  | 〈Somewhere in Heaven〉                  | 알렉스 리거트우드, 산타나         | 9:59      |
| 3.  | 〈Saja/Right On〉                        | 조 로치사노/얼 드루엔, 마빈 게이  | 8:51      |
| 4.  | 〈Your Touch〉                           | 산타나, 채스터 톰슨               | 6:34      |
| 5.  | 〈Life Is for Living〉                   | 팻 세폴로샤                       | 4:39      |
| 6.  | 〈Red Prophet (기악)〉                   | 베니 리트벨트                     | 5:35      |
| 7.  | 〈Agua que va caer〉                     | 카를로스 발데스, 유진 아랑고      | 4:22      |
| 8.  | 〈Make Somebody Happy〉                  | 산타나, 리거트우드                | 4:14      |
| 9.  | 〈Free All the People (South Africa)〉   | 재키 홈즈                         | 6:04      |
| 10. | 〈Gypsy/Grajonca〉                       | 산타나, 톰슨                      | 7:09      |
| 11. | 〈We Don't Have to Wait〉                | 산타나, 아르만도 페라자, 톰슨     | 4:34      |
| 12. | 〈A Dios〉                               | 산타나, 존 콜트레인, 길 에번스    | 1:21      |